# CrediPronto
CrediPronto é uma empresa brasileira especializada em crédito imobiliário, criada em 2007 como uma joint venture entre o Itaú Unibanco e a Lopes Consultoria de Imóveis. A companhia possui estrutura jurídica própria, com prazos ágeis de emissão, e oferece soluções financeiras tanto para a aquisição de imóveis quanto para crédito com garantia imobiliária.
A CrediPronto foi fundada com o objetivo de simplificar e agilizar o processo de financiamento imobiliário no Brasil. A parceria entre o Itaú Unibanco, uma das maiores instituições financeiras do país, e a Lopes Consultoria de Imóveis, tradicional empresa do setor imobiliário, visou criar uma plataforma integrada que facilitasse o acesso ao crédito imobiliário.
A empresa oferece uma plataforma digital que permite aos clientes realizar simulações de financiamento, enviar documentos, acompanhar o processo de aprovação de crédito e assinar contratos de forma online. Além disso, a CrediPronto disponibiliza consultoria especializada e personalizada para auxiliar os clientes em todas as etapas do financiamento imobiliário.
Desde sua criação, a empresa tem se expandido e consolidado sua presença no mercado nacional. A CrediPronto está presente em 26 estados brasileiros e no Distrito Federal, já realizou mais de 60.000 contratos e movimentou mais de R$ 19 bilhões em financiamentos.
A atuação com a CrediPronto é uma importante inovação no processo de financiamento imobiliário, pois encurta o prazo entre o pedido de financiamento e a liberação de recursos. A joint venture também confere à LPS Brasil uma vantagem na oferta de crédito imobiliário no Brasil ao possibilitar que o comprador, em um mesmo local, obtenha o financiamento para sua aquisição e concretize o negócio imobiliário.

## Financiamento Imobiliário
Financiamento imobiliário é uma modalidade de crédito utilizada para aquisição de imóveis, tanto residenciais quanto comerciais. Nesse tipo de operação, uma instituição financeira concede um empréstimo ao comprador, que se compromete a devolvê-lo em parcelas mensais ao longo de um período determinado, acrescido de juros e correções. O imóvel geralmente é dado como garantia da dívida até a quitação total do financiamento.
O financiamento pode ser feito por meio de diferentes sistemas, como o Sistema Financeiro da Habitação (SFH) e o Sistema de Financiamento Imobiliário (SFI), que seguem regras específicas quanto a prazos, taxas de juros e valores máximos financiáveis.

## Credito com Garantia de Imóvel
Crédito com garantia de imóvel, também conhecido como home equity, é uma modalidade de empréstimo em que o solicitante oferece um bem imóvel quitado como garantia para obtenção de crédito junto a uma instituição financeira. Essa operação permite ao tomador acessar valores mais altos, com prazos mais longos e taxas de juros menores em comparação com outras formas de crédito pessoal, devido ao menor risco envolvido para o credor.
O imóvel continua em posse do proprietário, mas é alienado fiduciariamente à instituição credora até a quitação total do contrato. Essa linha de crédito é frequentemente utilizada para reorganização financeira, investimentos ou despesas de maior valor, como educação e reformas.

## Premiações
A CrediPronto foi vencedora na categoria “Melhor em Gestão Eletrônica de Documentos” no VII Prêmio Relatório Bancário, com destaque para a agilidade na contratação de financiamento imobiliário. Além disso, foi eleita vencedora na categoria CRM – Crédito Imobiliário no XII Prêmio Efinance, com o case “Implantação de sistema CRM: Inovação e tecnologia nas nuvens no processo de venda e contratação de financiamento imobiliário”.

## Referencias
1. 1 2  «Quem somos». CrediPronto. Consultado em 8 de maio de 2025
2. ↑  Piassetta, Arthur (23 de janeiro de 2024). «Credipronto é confiável? É do Itaú? Veja Reclame Aqui e mais». Guia do Investidor. Consultado em 8 de maio de 2025
3. ↑  «CrediPronto». Lopes. Consultado em 8 de maio de 2025
4. ↑  Certo, Lugar (24 de março de 2013). «CREDIPONTO - Empresa digitaliza processo de fianciamento». Lugar Certo. Consultado em 8 de maio de 2025
5. ↑  «CrediPronto Apresenta Melhor Trimestre da História». Giro News. 15 de agosto de 2013. Consultado em 8 de maio de 2025
6. ↑  Sena, Bruno (17 de junho de 2022). «Como saber se um site de simulação de financiamento imobiliário é confiável?». CrediPronto. Consultado em 8 de maio de 2025
7. ↑  «CrediPonto espera crescer com aquisições da Lopes». Estadão. Consultado em 8 de maio de 2025
8. 1 2  «Banco Central do Brasil». www.bcb.gov.br. Consultado em 9 de maio de 2025
9. ↑  «Prêmios e Reconhecimentos». Lopes. Consultado em 8 de maio de 2025